# Ordensburg Grobin
Die Ruine der Ordensburg Grobin befindet sich in der kurländischen Kleinstadt Grobiņa (deutschbaltisch Grobin) im westlichen Lettland. Sie war Sitz der Vogtei Grobin und diente dem Schutz der Grenze zu Litauen und ist heute lettisches Kulturdenkmal. Ein älterer kurischer Burghügel (Skābāržu kalns) befindet sich 100 m von der Ordensburg entfernt, bei dem es sich um die berühmte Seeburg handeln könnte, die in skandinavischen Quellen des 9. Jahrhunderts erwähnt wird.

## Geschichte

### Kurische Wallburg
Bereits im 6.–8. Jahrhundert gründeten Händler und Krieger aus Gotland und dem schwedischen Festland in Grobin eine Siedlung, die sich zur größten bekannten Wikinger-Kolonie im Baltikum entwickelte. Sie befand sich östlich des heutigen Burgbergs neben dem damals noch schiffbaren Fluss Aland (lettisch Ālande) und könnte eine der ersten Städte Osteuropas gewesen sein. Auf dem direkten Nachbarhügel der Ordensburg wurde eine mächtige, mit Holz und Erdwällen befestigte Burg errichtet.
Manche Historiker vermuten hier die von Bischof Rimbert in der Vita Sancti Ansgarii Mitte des 9. Jahrhunderts erstmals erwähnte Seeburg (lettisch Zēburga oder Jūrpils), dies ist jedoch umstritten. Um 800 wurde Grobin demnach von aufständischen Kuren besetzt, die allerdings dem schwedischen König keinen Tribut mehr entrichten wollten. Daraufhin eroberte König Olof (möglicherweise 854) „mit einem zahllosen Heere“ Grobin und zerstörte die Seeburg, „in der sich siebentausend Streiter befanden“. In der Folge sank die Bedeutung der Siedlung. Bei archäologischen Ausgrabungen zwischen 1929 und 1930 wurden drei Gräberfelder mit insgesamt etwa 3.000 Gräbern entdeckt.
Mit der Eroberung Kurlands durch die christlichen Kreuzfahrer wurde Grobin im kurischen Teilungsvertrag von 1253 dem Livländischen Orden zugesprochen, der die Burg als Stützpunkt nutzte. Hauptaufgabe der Burg war dabei die wichtige Straße von Goldingen nach Memel zu sichern.
Am 13. Juli 1260 fand in der Nähe von Grobin die berühmte Schlacht an der Durbe statt, in der ein litauisch-kurisches Heer dem Aufgebot des Ordens eine vernichtende Niederlage zufügte; nicht nur der livländische Landmeister Burkhard von Hornhausen, sondern auch ein Großteil der Ordensritter und viele loyale Adelige aus den prussischen und kurischen Gebieten fanden den Tod. Nun sahen ebenjene baltischen Stämme einen günstigen Zeitpunkt für eine Revolte gegen die verhassten Lehnsherren gekommen und es folgten langjährige Aufstände (z. B. Kurenaufstand von 1260 bis 1267), die letztlich jedoch niedergeschlagen wurden. So konnten die Kuren zwar kurz nach der Schlacht an der Durbe Burg Grobin erobern, doch konnte sie nicht lange gehalten werden. Bereits 1263 wurde sie vom Orden eingenommen und niedergebrannt. Über ihr weiteres Schicksal ist nichts bekannt.

### Ordensburg

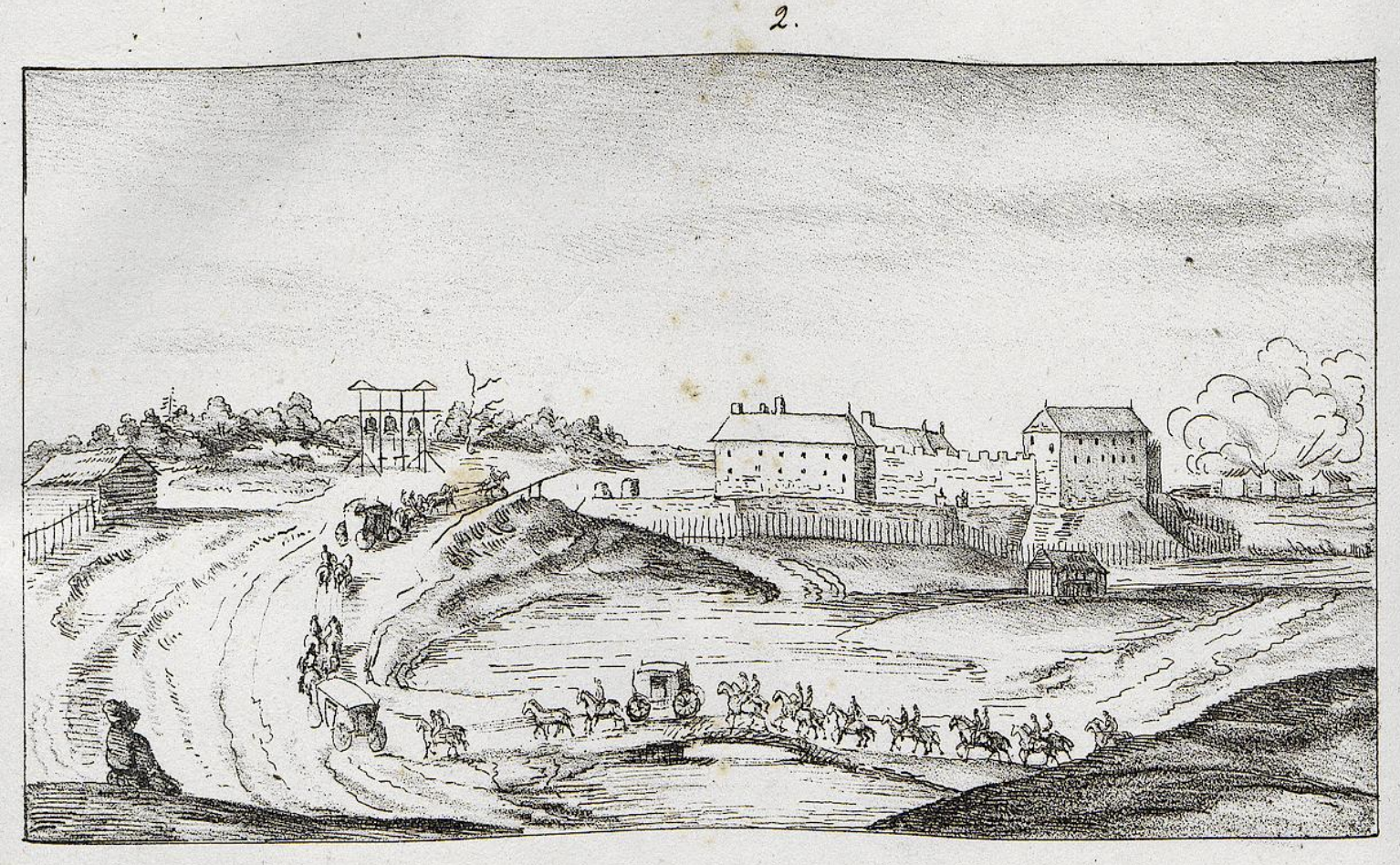
Zeichnung der Burg von Johann Rudolf Storn aus dem Jahre 1661

Wann genau die Ordensburg errichtet wurde, ist unbekannt. Der Historiker J. Arndt nennt den Ordensmeister Dietrich von Grüningen als Errichter der Burg. Da dieser nur bis 1245 regierte, Grobin jedoch erst durch den Teilungsvertrag von 1253 an den Orden fiel, scheint diese Theorie widerlegt. B. Schmid vermutete, dass der Livländische Orden mit der Abtretung des Memellandes an den Deutschen Orden im Jahre 1328 die Südflanke Kurlands bedroht sah und deshalb bei Grobin eine Steinburg errichtete.
In der Chronik von Hermann von Wartberge heißt es, dass der livländische Ordensmeister Goswin von Herreke die Ordensburg 1348 „muravit et melioravit“ (lateinisch für „mauern/befestigen und verbessern“). Dies lässt darauf schließen, dass es sich bei der bereits vorhandenen Burg um eine Holzburg handelte, die zu einer Steinburg ausgebaut wurde.
Erstmals erwähnt wurde die Burg 1399 als Sitz des Vogtes von „Grebyn“, welcher der Komturei Goldingen unterstellt war. Erster namentlich bekannter Vogt war Goswin von Ascheberg (1426 – 1430) und letzter Klaus von Streithorst (1551 – 1560). Zur Ordenszeit war die Burg als Zuchtstätte für Falken bekannt. 1559 fand in der Nähe der Burgmauern der erste Hexenprozess der lettischen Geschichte statt.
1560 kam der Orden im Livländischen Krieg nach mehreren Niederlagen und dem ungebremsten russischen Vormarsch in große Bedrängnis und akute Geldnöte. So verpfändete der Ordensmeister noch im selben Jahr die Burg Grobin mitsamt aller zugehöriger Ländereien für 50.000 Gulden an Herzog Albrecht von Preußen, der die Burg in den folgenden Jahren befestigen ließ. Doch auch dies konnte das Ende des Ordens nicht aufhalten, sodass sich dieser 1561 formal auflöste und zerfiel. Ein Teil Livlands wurde säkularisiert und schloss sich als Herzogtum Kurland und Semgallen der Adelsrepublik Polen-Litauen an; erster Herzog wurde der zugleich letzte Landmeister des Deutschen Ordens in Livland, Gotthard Kettler.

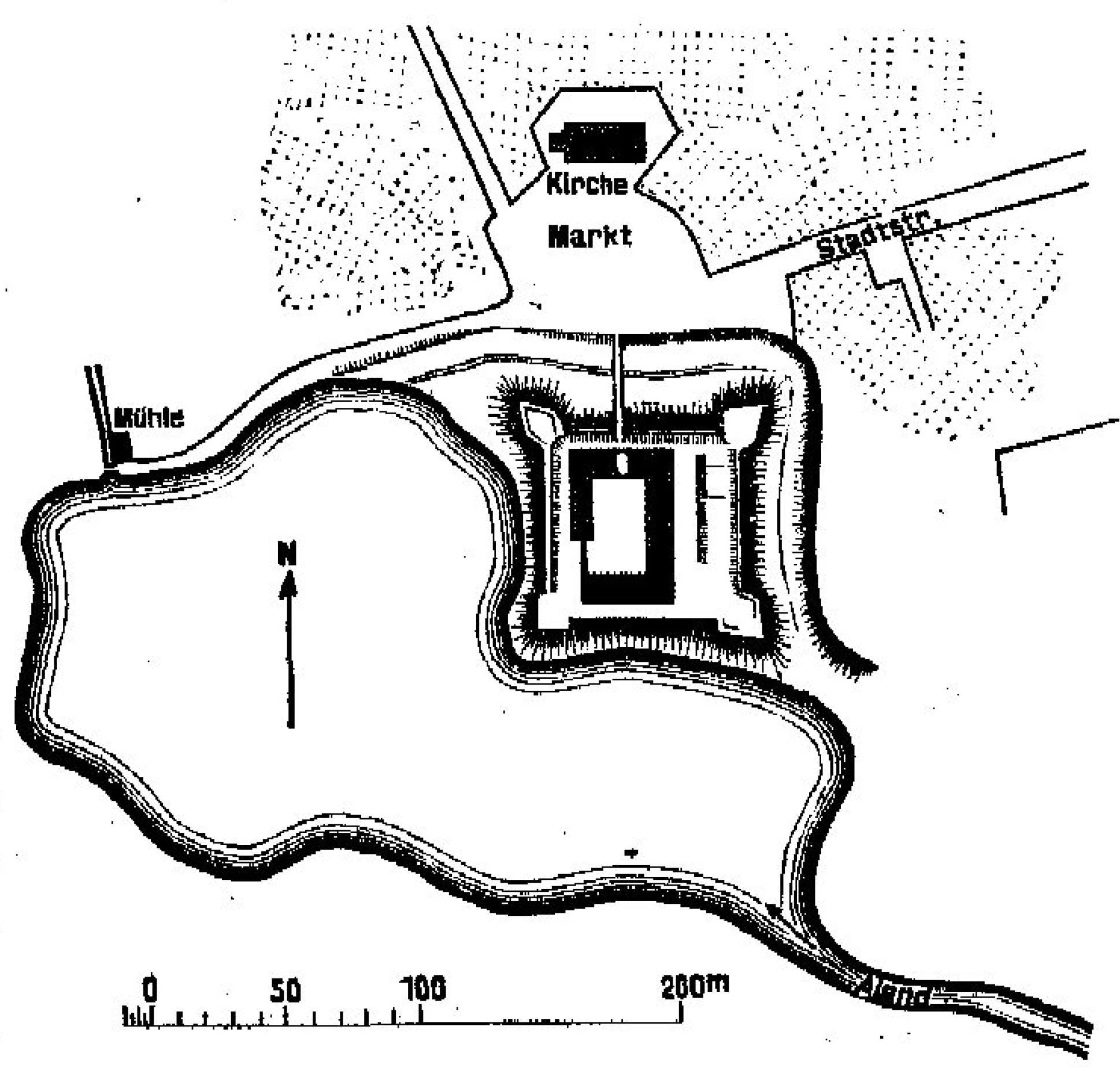
Lageplan mit Burg Grobin in der Mitte (schwarz), 1921

Erst im Jahre 1608 gelangte die Burg als Mitgift der Prinzessin Sophie von Preußen durch die Heirat mit Wilhelm Kettler wieder zurück an Kurland. 1645 wird Grobin als Lehen Herzogin Luise Charlottes von Brandenburg genannt, die im 17. Jahrhundert vermutlich den Ausbau zum Schloss, sowie weitere Befestigungsmaßnahmen durchführen ließ. Unter Herzog Jakob Kettler erreichte Kurland seine höchste wirtschaftliche Blüte.
Während des Zweiten Nordischen Krieges brannten schwedische Truppen unter Marschall Robert Douglas 1659 die Stadt Grobin nieder und plünderten die Burg. 1658 nahmen die Schweden Herzog Jakob gefangen und hielten ihn u. a. auf Schloss Grobin fest, jedoch kam er zwei Jahre später frei. Nach seiner Freilassung fand er Kurland verbrannt und zerstört vor.
Während des Großen Nordischen Krieges wurde die Burg erneut von der schwedischen Armee unter der Führung des schwedischen Königs Karl XII. besetzt und zerstört. Danach verlor sie zwar ihre militärische Bedeutung, jedoch befand sich im Schloss noch bis Ende des 18. Jahrhunderts die Verwaltung für das umliegende Gebiet. Nachdem es verlassen wurde, plünderten polnische Aufständische 1794 das Schloss und es verfiel. Ulrich von Schlippenbach beschrieb es bei seinem Besuch 1809 als unbewohnt und im allmählichen Verfall begriffen.
Seit dem 18. Jahrhundert befindet sich das Burggelände im Besitz der Stadt, die im 19. Jahrhundert einen Park um die Ruine anlegte.
1921 untersuchte der deutsche Baumeister Bernhard Schmid die Ruine, fertigte Zeichnungen sowie Pläne an und beschrieb den Zustand.
In den 1970er Jahren wurden unter der Leitung des Architekten Ilgonis Stukmanis Restaurierungsarbeiten begonnen, so dass sich die Burgmauern heute in einem guten Zustand befinden.
2019 wurden die Ruinen im Rahmen des Alande River Recreation Park-Projekts neugestaltet und dabei auch einer Teil-Rekonstruktion unterzogen. Mittig des Ostflügels wurde eine Aussichtsplattform errichtet und die bereits vorhandene aber veraltete Veranstaltungsbühne wurde durch eine neue ersetzt. Der zuvor nicht erkennbare ehemalige Verlauf der eingestürzten Westmauer wird nun durch Gabionen angedeutet, außerdem wurden am westlichen Hang zum Stausee hin Holztreppen verlegt.
Heute ist die Burg eine Sehenswürdigkeit und ein beliebter Veranstaltungsort.

## Beschreibung

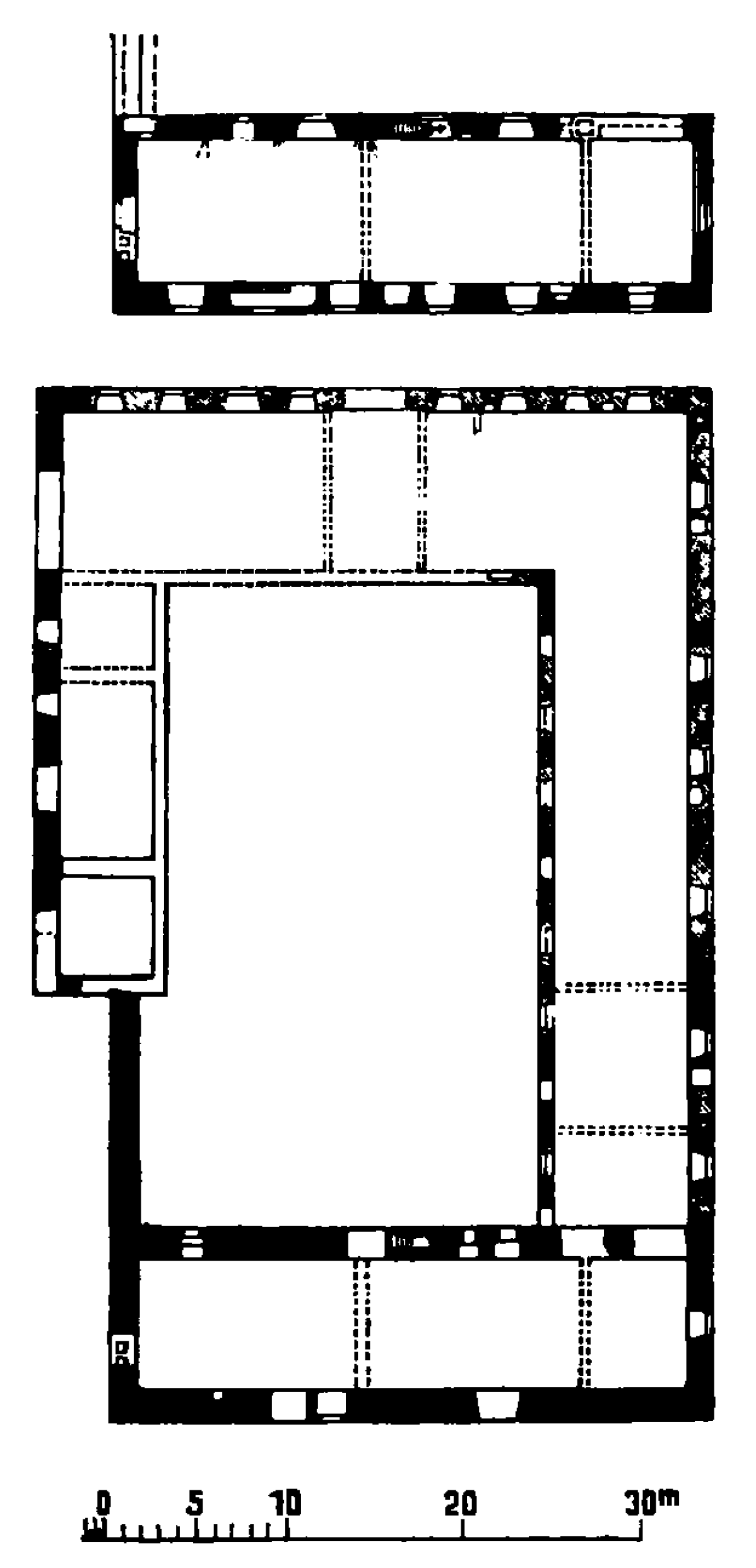
Grundrisse des Erd- (unten) und des Obergeschosses (oben) der Ordensburg Grobin von 1921.

Die Burg liegt auf einer Anhöhe am Ufer des zum See aufgestauten Flusses Aland und bot daher guten Schutz. Der See umgibt die Burg im Süden und Westen als natürliches Hindernis, während im Norden und Osten Burggräben ausgehoben wurden. Die rechteckig angelegte Burg maß etwa 58 × 34/38,6 m und besaß einen dreistöckigen Südflügel sowie einen Turm in der Westmauer.
Ursprünglich sind der Keller und teilweise auch das Erdgeschoss aus Feldstein gemauert, für die höheren Stockwerke und spätere Umbauten (v. a. im 17. Jahrhundert) wurden Ziegelsteine großen Formates (8,5 × 15 × 29 cm) verwendet. Die in den Obergeschossen erkennbaren Verblendungen aus Feldstein scheinen späteren Ursprunges zu sein.
An die Nord-, Ost- und Westmauer waren hofseitig Gebäude angebaut, die vermutlich hauptsächlich Wirtschaftszwecken dienten und nur zu geringem Teil mit Sicherheit der Ordenszeit zuzuschreiben sind.
Der Schlosshof ist etwa 36 m lang und wird von einer großen Linde in seiner Mitte in Szene gesetzt. Vom ehemaligen Brunnen ist heute nichts erhalten.
Im 16. Jahrhundert wurden um die Burg Erdwälle und an den vier Ecken je eine Erdbastion errichtet.

### Südflügel
Der viergeschossige Südflügel hat eine Fläche von 11,2 × 34 m und ist der älteste Teil der Burg. Dieser war (ähnlich zu den Burgen in Mitau, Windau und Goldingen) ursprünglich vermutlich für ein Konvent von 12 Ordensbrüdern ausgelegt. Der Keller des Gebäudes ist mittlerweile vollständig verfüllt. Innenwände sind nicht mehr vorhanden, jedoch haben sich im Erdgeschoss und dem 1. Obergeschoss die Ansätze zweier Innenmauern an den Außenwänden erhalten.
Hierdurch ergeben sich ein östlicher Raum (5,8 × 9,6 m) mit großen, halbkreisförmig geschlossenen Nischen in den Außenwänden sowie je einem Fenster in der Ost- und Westwand, ein westlicher Raum (13 × 9,6 m) mit Abortrohren in der Westwand und ein mittlerer Raum (12 × 9,6 m) mit einer in der Wand befindlichen Treppe zum Obergeschoss. Diese Einteilung der Räumlichkeiten findet sich auch in den Ordensburgen in Neidenburg, Soldau und Allenstein.
Im Erdgeschoss befanden sich hauptsächlich Räume mit wirtschaftlicher Nutzung, so z. B. eine Küche (die Überreste wurden von B. Schmid 1921 noch beschrieben; heute nicht mehr erhalten) oder Bäckerei.
Im 1. Obergeschoss haben sich Überreste von Gewölbeanfängern an der Hofwand erhalten, doch erscheint es zweifelhaft, ob tatsächlich ein Gewölbe existiert hat. Die Form der Fenster sowie deren Position veränderten sich im 17. Jahrhundert im Stile des Barock, sodass nur wenig über deren mittelalterliches Erscheinungsbild bekannt ist. Allerdings befinden sich im mittleren Saal noch ein vermauertes altes Fenster in der Außenwand und im östlichen Raum ein noch offenes in der Hofwand. Der mittlere Raum wurde als Remter und zugleich als Zugangshalle genutzt, weshalb hier auch die Treppen münden. Der östliche Raum diente mit seinen Wandbögen an den Fenstern als Kapelle, während der westliche Raum mit der Abortnische in der Westwand als – vermutlich mit leichten Holzwänden geteilter – Wohnraum Verwendung fand. In der Nordwestecke dieses Raumes führt eine Tür auf die westliche Ringmauer mit überdachten Wehrgang, die zum Westflügel führte. Das Obergeschoß hatte ursprünglich vielleicht einen hölzernen Laubengang, was sich aber heute nicht mehr belegen lässt.
Im 2. Obergeschoss sind keine Spuren von Innenwänden erkennbar; die Außenwand hat fünf neuere Barock-Fenster, dazwischen liegen aber zwei deutlich kleinere, ältere Fenster, die analog zum 1. Obergeschoss vermauert wurden.

### Ostflügel

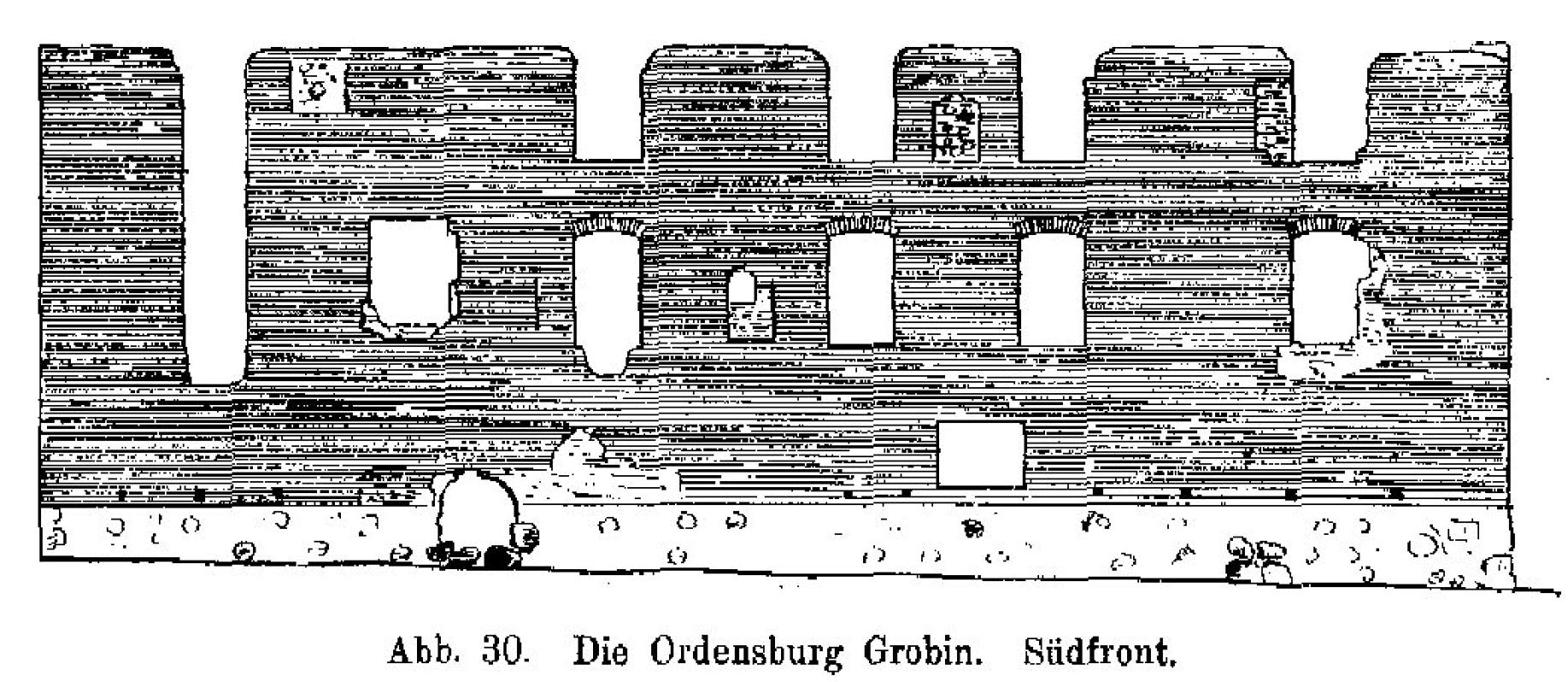
Außenansicht der Südseite, 1921

Die Außenmauer des Ostflügels ist 1,3 m stark, die hofseitige Mauer etwa 0,74 m. Auch hier wurden hauptsächlich Feldsteine verwendet, wobei sich an einigen Stellen auch Ziegel (7 × 13,5 × 27 cm) finden, die jedoch etwas heller als die im Südflügel sind.
Zur Hofseite waren in dem Flügel neun kleinere Fenster mit einem Achsmaß von 4,25 m eingelassen, weshalb B. Schmid hier kleinere, abgetrennte Wohnräume vermutete. Er beschrieb außerdem einen großen Rauchfang in der Nordostecke, der jedoch heute nicht mehr erkennbar ist. Ob es hier einen Keller gab ist unbekannt.

### Nordflügel

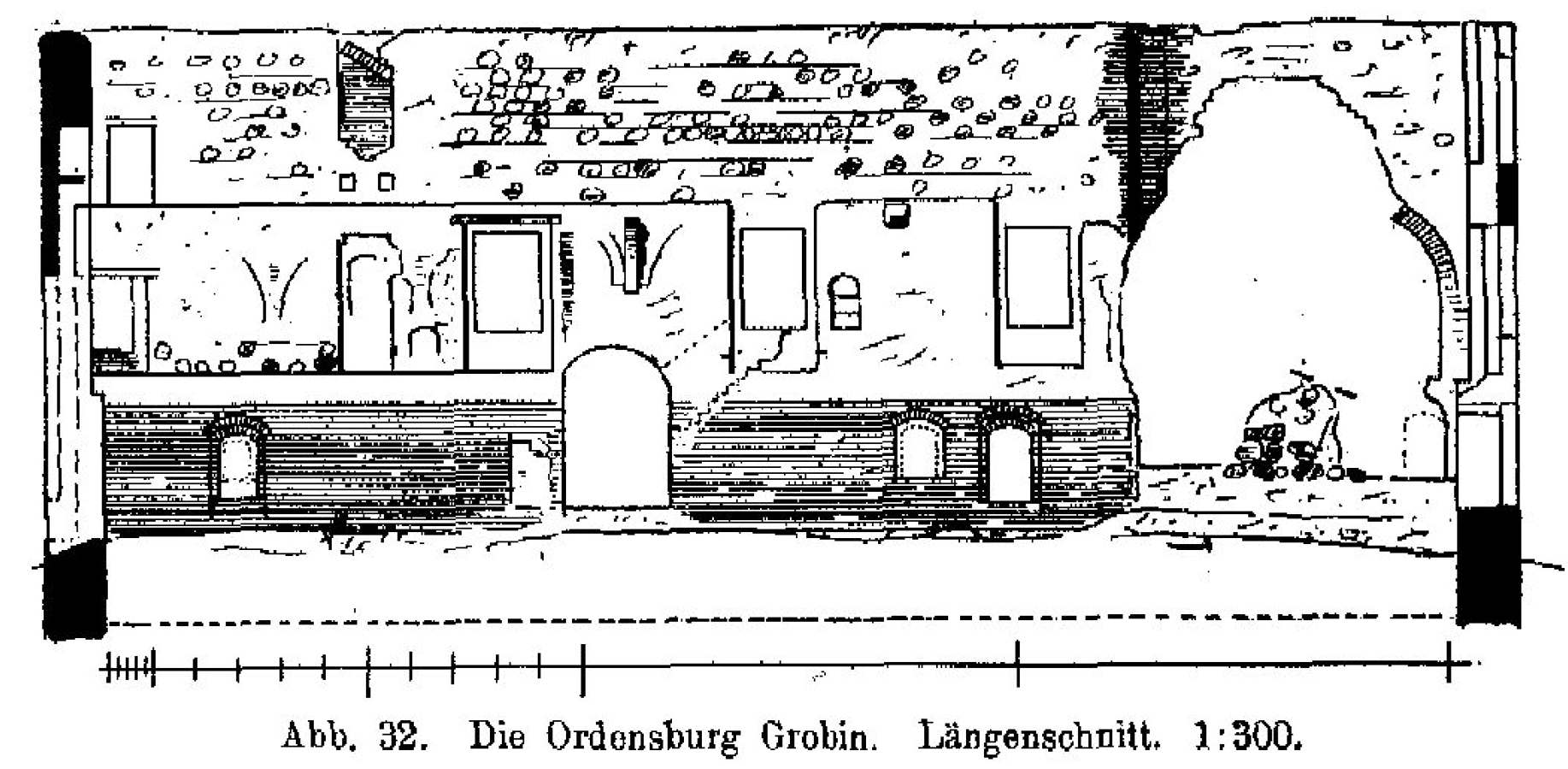
Längsschnitt durch den Südflügel der Ordensburg Grobin. Ansicht der Innenseite der nördlichen Mauer des Südflügels, 1921

Vom zweigeschossigen Nordflügel steht heute nur noch die Außenmauer. Noch 1921 befand sich das 3,56 m breite Hauptportal mit dem Torbogen aus dem 17. Jahrhundert mittig in der Mauer, wobei beiderseits (pro Geschoss) je vier Fenster von 3,6 m Achsweite eingebaut waren. Heute fehlt an der Nordwestecke ein Mauerstück mit einem Fenster. Auf der Westseite des Flügels sind noch Reste des Kellers erhalten.

### Westflügel

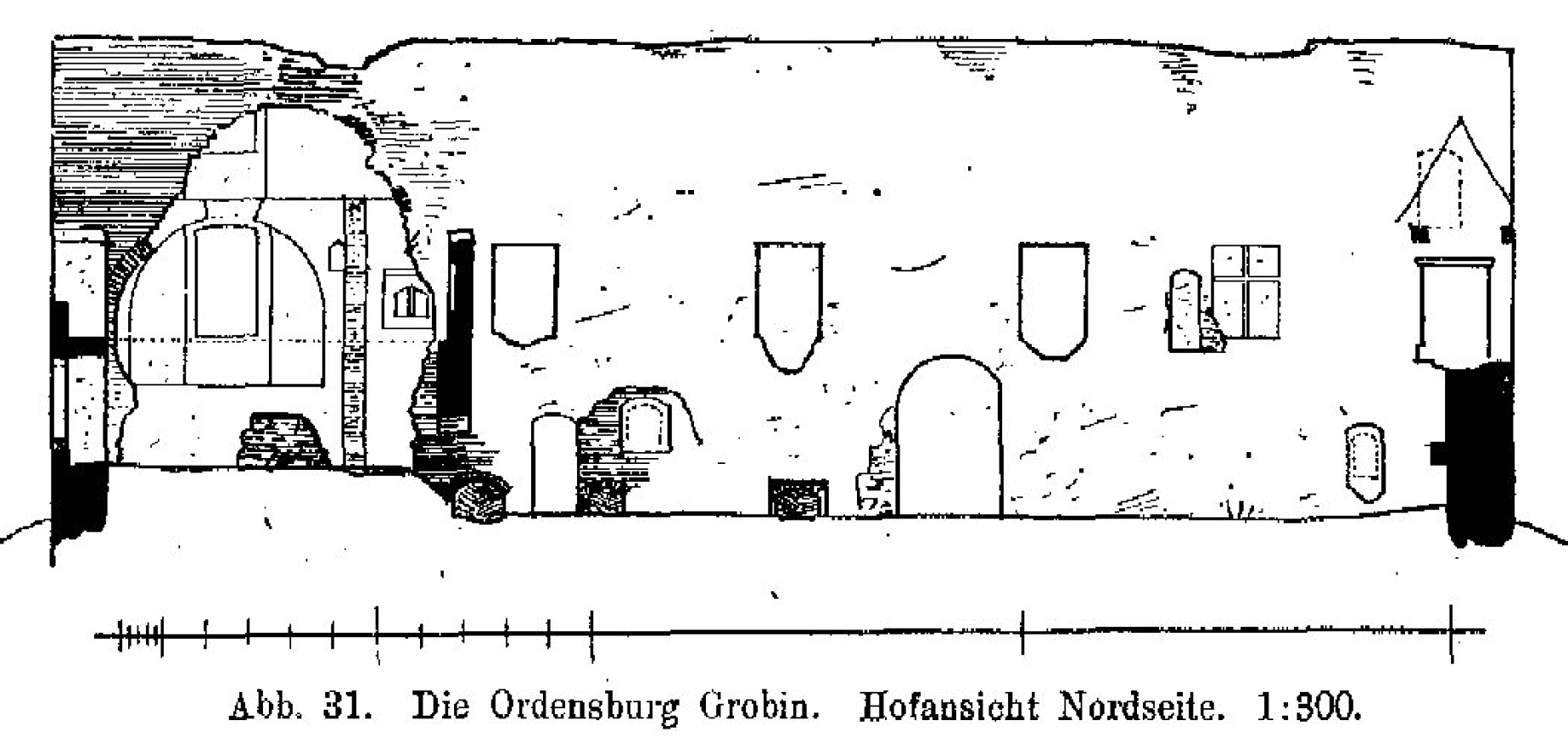
Ansicht des Südflügels von der Hofseite, 1921

Der Westflügel ist 23 m lang und war, den Fundament-Resten nach zu urteilen, in drei unterkellerte Räume geteilt. Die Außenmauer stammt aus der ersten Bauphase im Mittelalter und springt 4,3 m vor die westliche Flucht des Südflügels.
Bei diesem Mauervorsprung befand sich im Mittelalter das Haupttor, welches sich vermutlich in einem quadratischen Torturm befand und möglicherweise über eine Rampe vom Seeufer aus erreichbar war. Mit dem Umbau der Burg im 17. Jahrhundert wurde ein neues, größeres Tor im Nordflügel errichtet und in diesem Zuge das alte Tor im Westen zugemauert.
Das 13,2 m lange Mauerstück zwischen Tor und Südflügel weist keine Spuren eines Anbaus auf, trug aber einen überdachten Wehrgang.
Anfang des 20. Jahrhunderts war vom Westflügel noch einiges erhalten (sogar eine Bogenhälfte des alten Tores). Vor der Teilrekonstruktion dieser Seite mit Gabionen im Jahre 2019 waren die Überreste jedoch so gering, dass der Mauerverlauf nicht mehr erkennbar war.

## Galerie

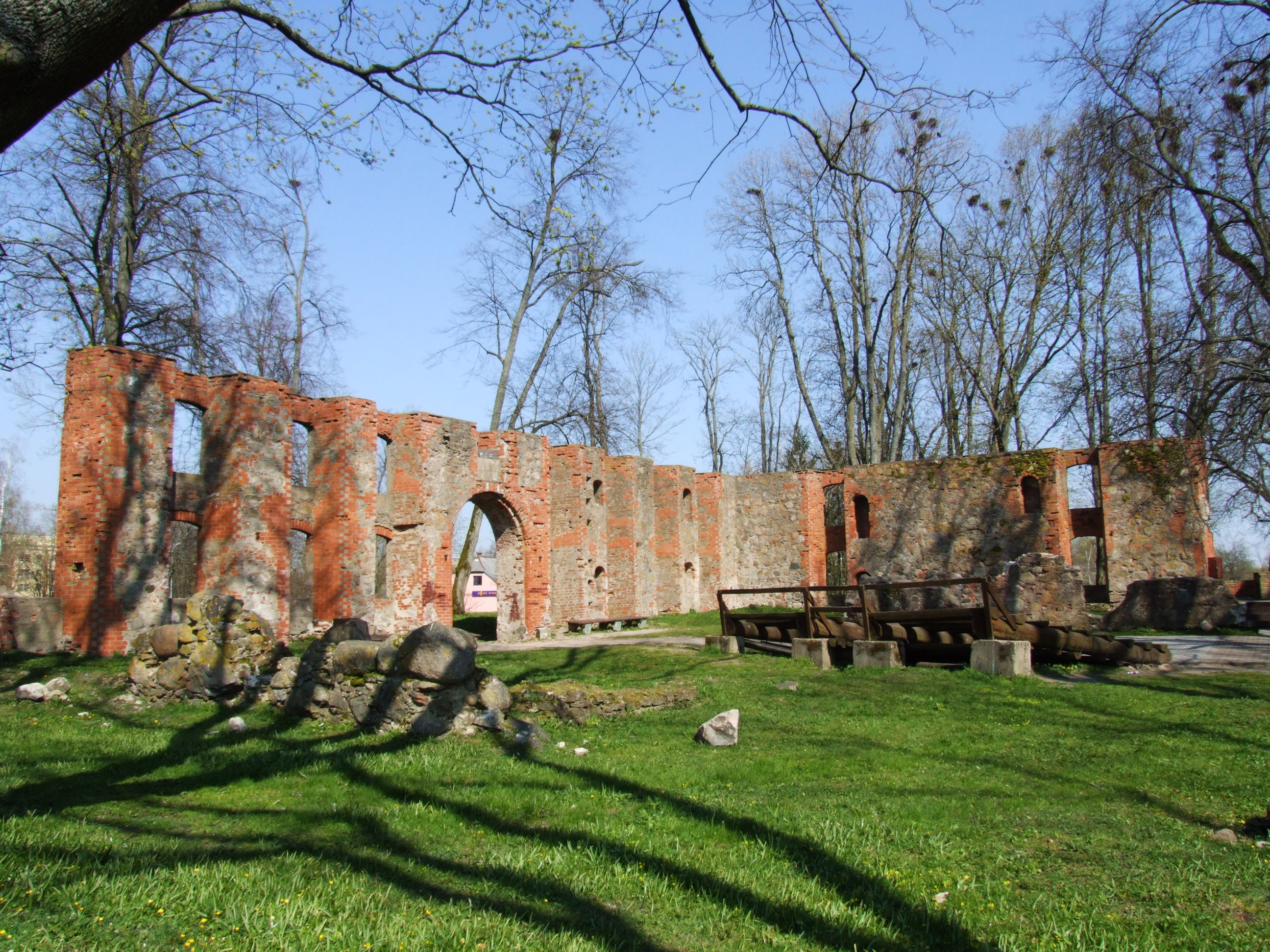
Geringe Mauerreste vor ihrer Rekonstruktion 2019 (2009)
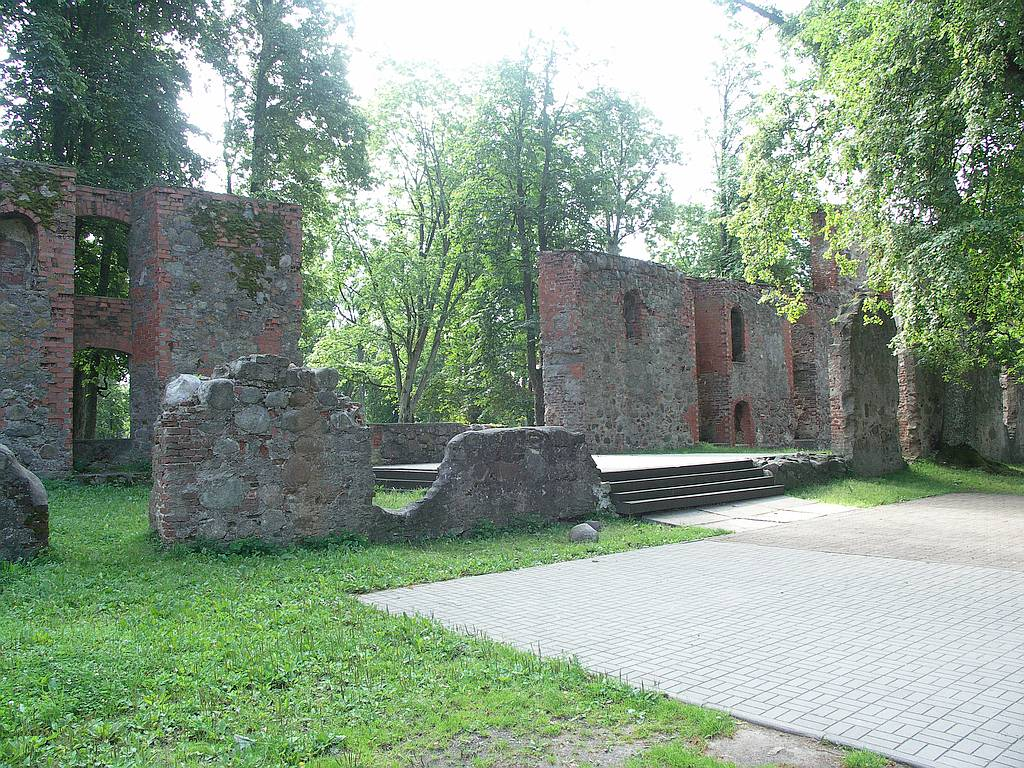
Blick vom Innenhof zum Ostflügel (2009)
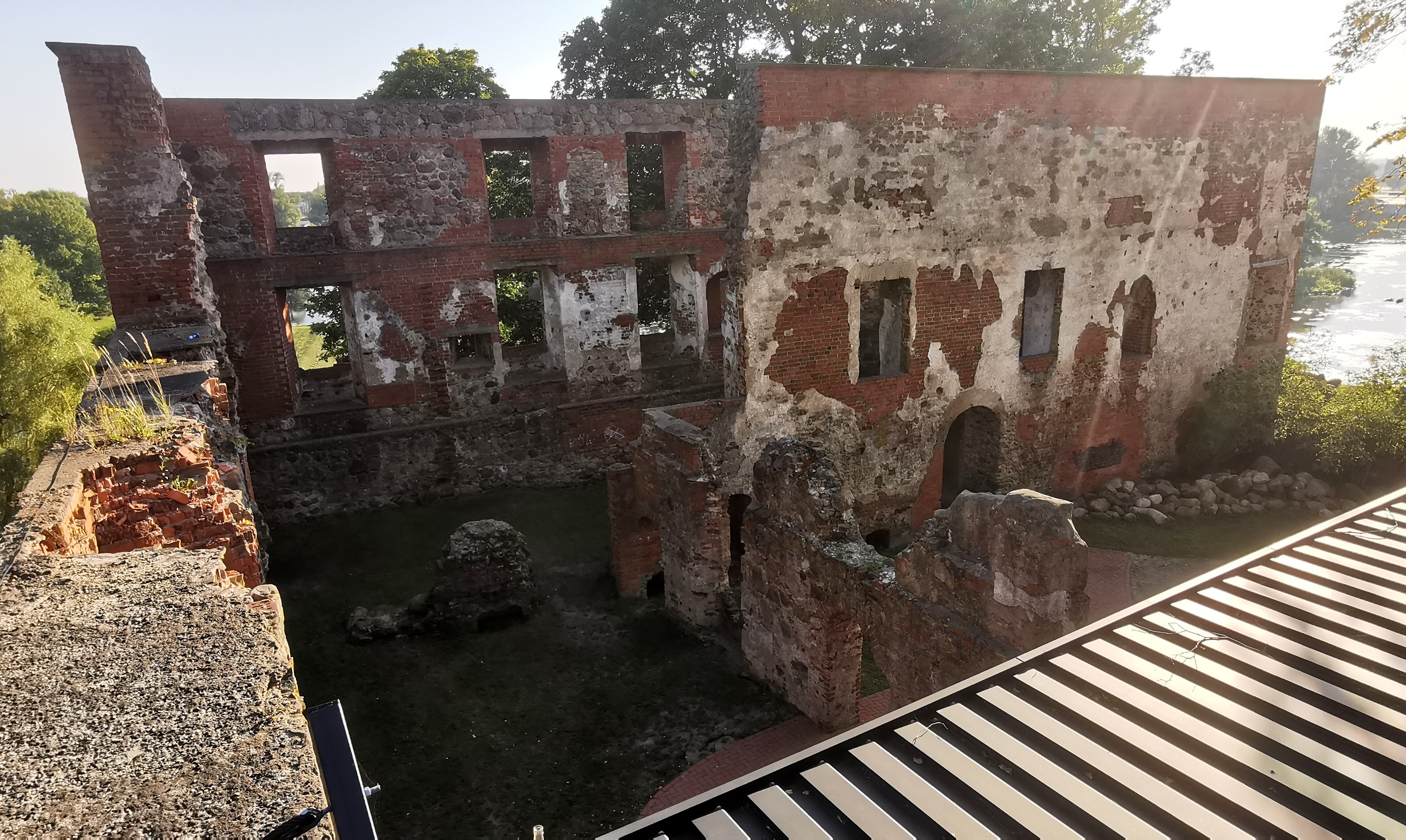
Blick von der Aussichtsplattform auf den Südflügel (2021)
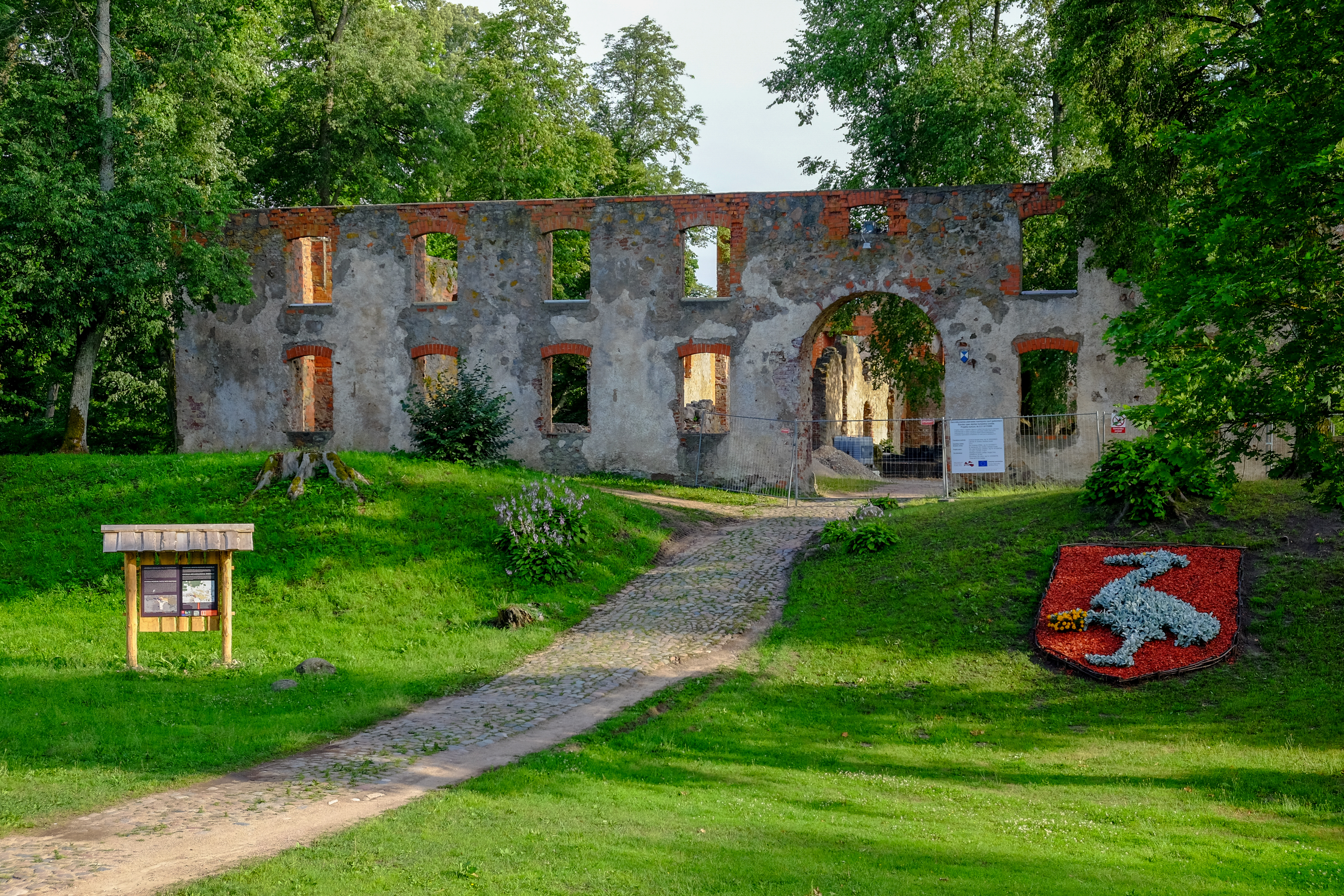
Nordflügel vor der Umgestaltung (2018)
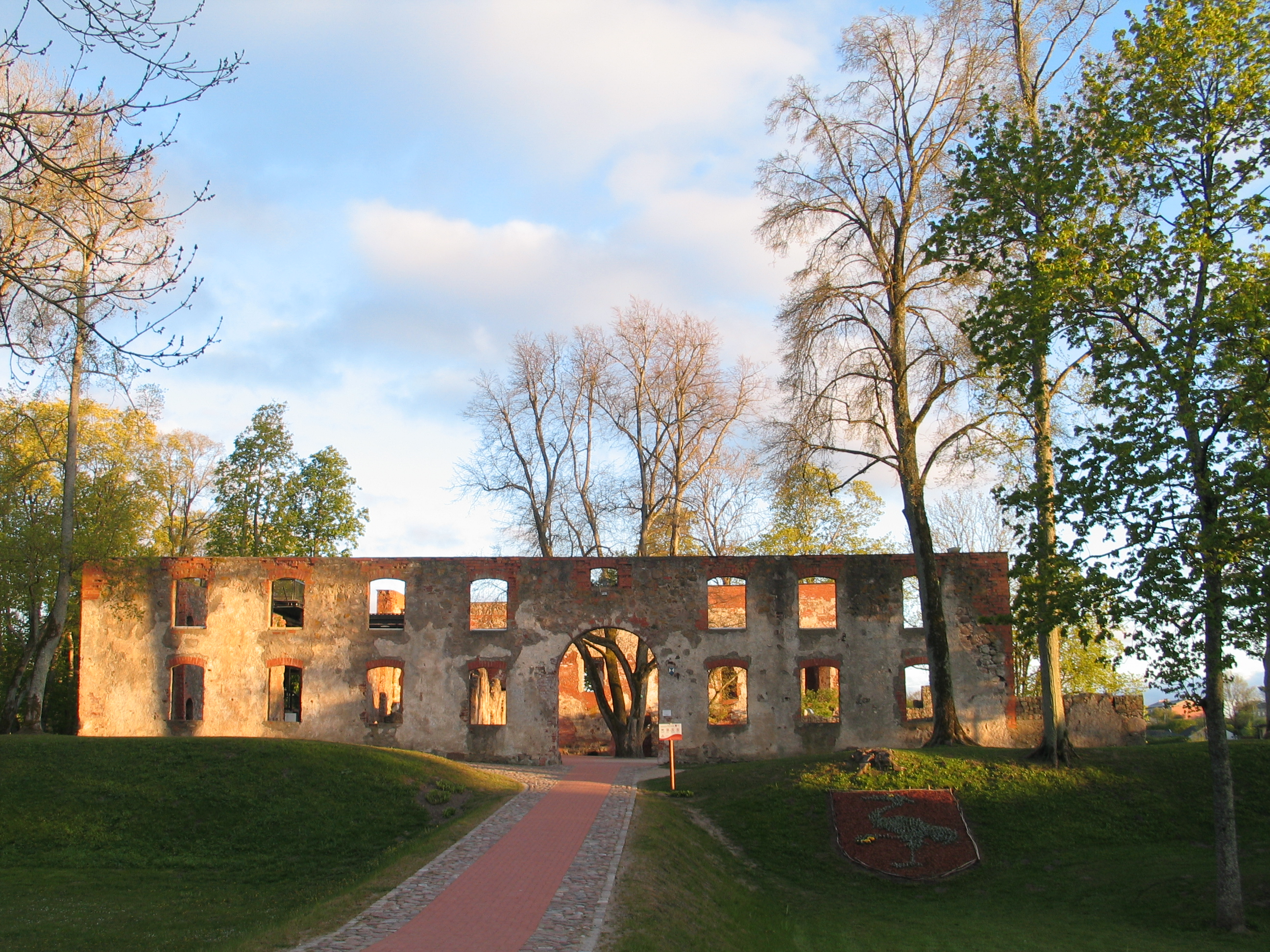
Nordflügel nach der Umgestaltung (2022)
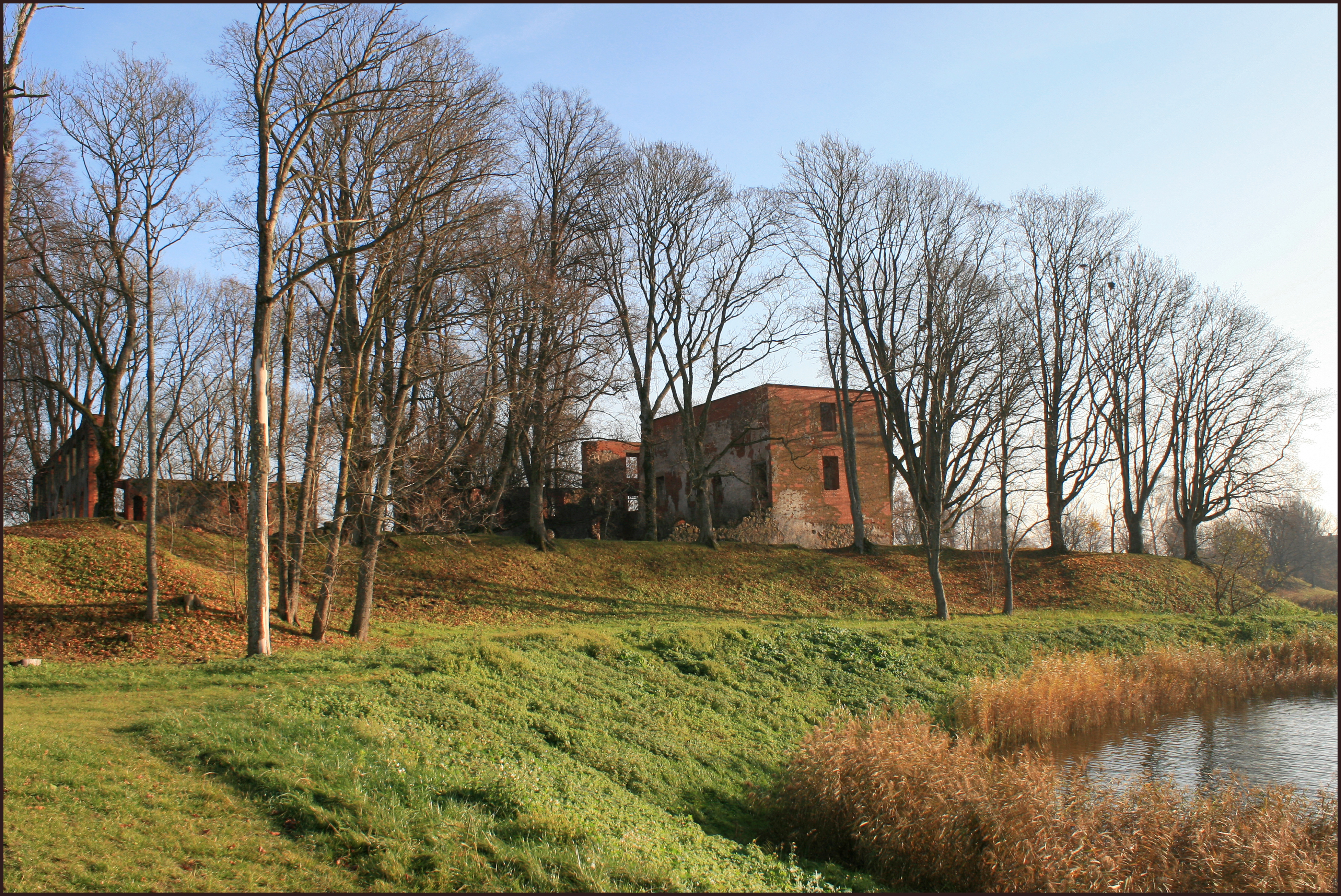
Burg Grobin von der Westseite (2011)